# Derive
Derive [dirájv] je program za simbolno računanje in naslednik programa MuMATH. Leta 1988 ga je razvilo podjetje Soft Warehouse (Honolulu, Havaji), danes pa je v lasti podjetja Texas Instruments (TI). Program se uporablja predvsem v izobraževalne namene, razširjen je tudi v Sloveniji.
Derive je hardversko zelo nezahteven program - različica 4 je bila distribuirana na eni disketi, pa tudi trenutna različica 6 nima velikih zahtev. Program teče v okolju Windows, starejše različice tudi v DOSu.
Nekatera novejša računala podjetja TI imajo Derive že vgrajen, recimo TI-92 in TI-89.